# Kleine Daudebardie
Die Kleine Daudebardie (Daudebardia brevipes), auch Kleine Schlundschnecke, ist eine räuberisch lebende Schneckenart aus der Familie der Daudebardien (Daudebardiidae) aus der Unterordnung der Landlungenschnecken (Stylommatophora). Es sind „Halbnacktschnecken“; lediglich die Jungtiere können sich noch vollständig in das Gehäuse zurückziehen. Die erwachsenen Tiere tragen das kleine, ohrförmige Gehäuse auf dem hinteren Teil des Mantels.

## Merkmale
Die Gehäuse sind abgeflacht und die letzte Windung ist stark ohrförmig erweitert. Es besitzt etwa 1,5 bis 1,75 Windungen und wird ca. 4–4,6 mm groß. Im Umriss erscheint es oval, der Außenrand des letzten Umgangs ist gerundet. Es ist hell gelblich bis glasfarben, glänzend und dünnwandig. Die Oberfläche weist feine Zuwachsstreifen auf. Das Embryonalgehäuse ist nicht ganz vom letzten Umgang umgeben. Das Jungtier kann sich zunächst noch in das Gehäuse zurückziehen. Das Gehäuse bleibt dann in seiner Entwicklung zurück und sitzt nur noch als kleine Kappe auf dem hinteren Teil des Mantels. Das Tier wird zur „Halbnacktschnecke“. Ausgestreckt kann das Tier bis 17 bis 20 mm groß lang werden. Gehäuse und Weichtier sind somit geringfügig kleiner als bei der Rötlichen Daudebardie. Der Weichkörper besitzt eine blaugraue Färbung.

## Geographisches Vorkommen, Lebensraum und Lebensweise
Die Kleine Daudebardie lebt im Laub und unter Steinen in feuchten Wäldern der Mittelgebirge, oft zusammen mit der nahe verwandten Rötlichen Daudebardie (Daudebardia rufa). Sie ernährt sich wie diese räuberisch von Regenwürmern, Insekten(larven) und anderen Schnecken. Auch das Verbreitungsgebiet ist ähnlich wie diese Art. Allerdings weist das Verbreitungsgebiet der kleinen Daudebardie jedoch größere Verbreitungslücken verglichen mit dieser Art auf. Es erstreckt sich von Nordafrika, über Süd- und Westeuropa bis ins östliche Mittelmeer und die Balkanhalbinsel. Im Norden reicht das Verbreitungsgebiet bis zum Harz und Südsachsen. In der Schweiz kommt die Kleine Daudebardie bis in 700 m Höhe vor, in Bulgarien bis in 1500 m. 

## Systematik
Die Kleine Daudebardie wurde 1805 von Jacques Philippe Raymond Draparnaud unter dem Namen Helix brevipes erstmals wissenschaftlich beschrieben. Typlokalität soll nach Animalbase die Umgebung von Überlingen am Bodensee sein.